# 9975 Такімотокосо
9975 Такімотокосо (9975 Takimotokoso) — астероїд головного поясу, відкритий 12 вересня 1993 року.
Тіссеранів параметр щодо Юпітера — 3,474.
Названо на честь Такімото Косо (яп. たきもと・こうそう(瀧本宏壮) такімото ко:со:).